# Fernando de Silva y Álvarez de Toledo
Fernando de Silva y Álvarez de Toledo (Viena, 27 d'octubre de 1714 - Madrid, 15 de novembre de 1776) va ser un noble espanyol, general, diplomàtic, XII duc d'Alba, XVI senyor de Valdecorneja, degà del Consell d'Estat, cavaller de l'Orde del Toisó d'Or que va pertànyer a la Il·lustració.

## Família i noblesa
Fernando de Silva y Álvarez de Toledo va ser fill de Manuel José de Silva y Toledo, X comte de Galve i de María Teresa Álvarez de Toledo y Haro, XI duquessa d'Alba de Tormes.
Va tenir dues germanes: María Teresa de Silva y Álvarez de Toledo, (1718-1790), qui va ser l'esposa, a partir del 26 de juliol 1738, de Jacobo Francisco Fitz-James Stuart y Colón de Portugal, III Duc de Berwick, (1718-1785), i Mariana de Silva y Álvarez de Toledo.
Fernando de Silva y Álvarez de Toledo va contreure matrimoni amb María Bernarda de Toledo y Portugal (28 d'agost de 1710 - 1733), filla dels Vicente Pedro Álvarez de Toledo Portugal, IX comte d'Oropesa, i de María Encarnación Fernández de Córdoba y Figueroa. El matrimoni va tenir un fill, que va morir abans que el seu pare: Francisco de Paula de Silva y Álvarez de Toledo, X duc de Huéscar, (1733-1770) i que al seu torn va tenir com a filla María Teresa de Silva Álvarez de Toledo, qui va ser la XIII duquessa d'Alba de Tormes.

## Obra

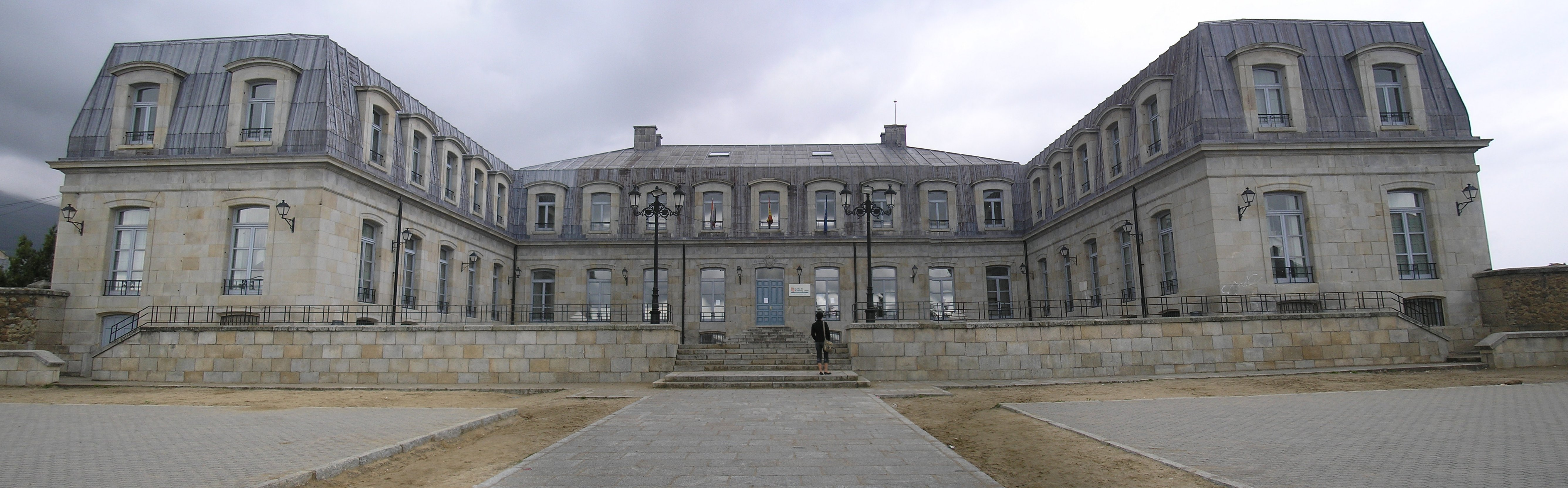
El Palau dels ducs d'Alba, edificat per Fernando de Silva y Álvarez de Toledo en Piedrahíta, Àvila.

Fernando de Silva y Álvarez de Toledo va ser un home lligat a la cultura, sent un clar representant dels corrents de l'il·luminisme a Espanya i amic del filòsof Jean Jacques Rousseau.
El 8 de novembre de 1753, en deixar l'ambaixada a París, va ser designat Majordom major del rei Ferran VI, cap de la seva Casa Reial, càrrec que va continuar ocupant en arribar al tron en 1759 el germà del rei, Carles III, si bé, un any després, va demanar ser jubilat d'aquest càrrec.
El dia 9 d'abril de 1754 va ser igualment nomenat director de la Reial Acadèmia Espanyola, càrrec aquest que sí que va exercir fins a la seva mort en 1776.
Va ordenar construir a l'arquitecte francès Jacques Marquet el Palau dels Ducs d'Alba a Piedrahíta, província d'Àvila, d'estil neoclàssic, amb un extraordinari pati d'armes en el front i uns jardins versallescs al darrere.
També va supervisar, amb aquest mateix arquitecte, l'antiga Casa de Correos de Madrid, usada des de 1847 per a la seu del Ministeri de la Governació d'Espanya en la Puerta del Sol, la torreta del qual amb el rellotge de les campanades d'any nou és un afegit bastant posterior.